# Theis Jensen
Theis Jensen (* 5. August 1938 in Kopenhagen; † 13. Januar 2018) war ein dänischer Trompeter (auch Kornettist, Gesang) und Bandleader des Hot Jazz; er galt als einer der herausragenden dänischen Musiker des traditionellen Jazz. Hauptberuflich war er als Grafikdesigner tätig.

## Leben und Wirken
Jensen lernte als Jugendlicher die Aufnahmen von Louis Armstrong and His Hot Five kennen, die ihn für den Hot Jazz begeisterten. 1952 kaufte er ein altes Kornett und brachte sich selbst das Spielen bei. Ab 1954 gehörte er zur Louisiana Jazz Band in Kopenhagen, die auch als Pausenband im privaten Jazzclub  Montmartre auftrat, dann zu Henrik Johansens Jazzband, mit der er 1956 erste Aufnahmen für das Storyville-Label einspielte. Im selben Jahr wurde er Mitglied der Band von Adrian Bentzon, mit der weitere Aufnahmen entstanden. 1958 hatte er mit Papa Bue’s Jazzband ein Gastspiel in der New Orleans Beer Bar auf der Hamburger Reeperbahn. 1963 entstand aus der Band von Bentzon die Theis/Nyegaard Jazzband, die er mit Peter Nyegaard bis 1990 leitete. 1998 benannte er nach dem Ausscheiden des langjährigen Klarinettisten Erik „Krølle“ Andersen die Band in Theis' Jazzband um.
Jensen begleitete amerikanische Musiker wie Louis Jordan, Albert Nicholas, Roy Eldridge, Doc Cheatham, Vic Dickenson, Wild Bill Davison, Edmond Hall und Bill Coleman. Nicht nur mit seiner eigenen Band und mit Papa Bue war er auf internationalen Tourneen, sondern auch mit Jørgen Svare.

## Diskographische Hinweise
- Papa Bue’s Viking Jazzband Meets Theis Jensen (Music Mecca)
- Mand Mand (CBS 1980)
- Love and Jazz (1953–2002)
- Songs to Remember (mit dem Søren Kristiansen Trio und Jacob Fischer)